# Eva Zeisel

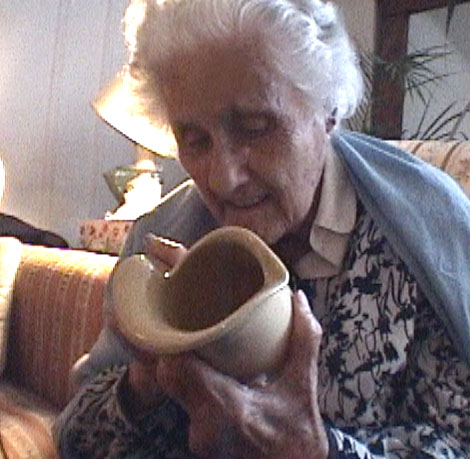
Eva Zeisel

Eva Zeisel (13 november 1906 - 30 december 2011) was een Hongaars-Amerikaanse kunstenares.
Zeisel werd geboren in 1906 in Boedapest in een rijke Joodse familie. Ze werkte vooral met keramiek. Haar werken staan onder meer tentoongesteld in het British Museum in Londen en het Museum of Modern Art in New York. Ze overleed op 105-jarige leeftijd.